# Джаринг
Джа́ринг или Гьяринг-Цо (Кьяринг-Цо) — солёное горное озеро в центральной части Тибетского автономного района на западе Китая. Располагается на территории уезда Шэндза в городском округе Нагчу. Относится к бассейну бессточного озера Силинг-Цо.
Озеро находится в одной из межгорной котловин Тибетского нагорья на высоте 4708 м над уровнем моря. Акватория продолговатой формы, длиной 65 км и шириной до 15 км, ориентирована в направлении северо-запад — юго-восток. Площадь водной поверхности — 674 км². Покрыта льдом с ноября по май.
Джаринг имеет два крупных притока — Паро-Цангпо и Сенджа-Цангпо, связывающие его с множеством соседних озёр. Сток из озера идёт на северо-восток через протоку в соседнее озеро Цикунг.
Богато рыбой.